# Анджела Картър
Анджела Олив Сталкер Картър (на английски: Angela Carter) е английска журналистка и писателка, авторка на произведения в жанровете фентъзи, научна фантастика и детска литература.

## Биография и творчество
Картър е родена на 7 май 1940 г. в Истборн, Англия. Баща ѝ е журналист от Шотландия, а майка ѝ е от Южен Йоркшир. По време на Втората световна война е евакуирана в Уат ъпон Деарм в Йоркшир с баба си и майка си. Като тийнейджърка страда от анорексия. След гимназията, следвайки стъпките на баща си, работи за кратко като младши репортер за местния вестник „Croydon Advertiser“ в Лондон. През 1960 г. се омъжва за Пол Картър, когото напуска сред 9 години и се развеждат през 1972 г.
Първият ѝ разказ „The Man Who Loved a Double Bass“ е публикуван през 1962 г.
В периода 1962 – 1965 г. учи в университета в Бристол, където изучава класическа английска литература, както и различни теми вариращи от психология и антропология до научна фантастика и комикси на ужасите. След дипломирането си работи като журналист и литературен критик за „Ню Сосиете“ и „Гардиън“. През 1966 г. е издаден романът ѝ „Shadow Dance“ от поредицата „Бристол“.
През 1969 г. получава наградата „Съмърсет Моъм“ и се премества за две години в Токио, където според нея е „научила какво е жената и е станала радикализирана“. След Япония прекарва голяма част от времето като писател в университетите в Шефилд, в Аделаида, в университета Браун и в университета на Източна Англия.
През 1977 г. се омъжва за Марк Пиърс. През 1980-те години се премества в Южен Лондон заедно с партньора си и започва да пътува по целия свят, за да преподава творческо писане и да представя на публични четения на творбите си. След раждането на сина си Александър през 1983 г. разделя времето си между него и пътуванията.
През 1983 г. по разказа ѝ „Кървавата шапчица“ е заснет едноименния филм с участието на Рупърт Евърет, Сузана Хамилтън и Джуди Парфит.
През 1984 г. по разказа ѝ „The Company of Wolves“ от 1977 г. е направен филма „Вълча дружина“ с участието на Сара Патерсън, Ангела Лансбъри и Дейвид Уорнър.
През 1987 г. е екранизиран в едноименния филм романът ѝ „The Magic Toyshop“ (Магазинът за магически играчки) с участието на Каролин Милмо, Том Бел и Килиан Маккена.
Била е съдия за литературни конкурси, редактор на антологии, пише предговори и есета. Малко преди смъртта си започва продължение на романа „Джейн Ейър“ на Шарлот Бронте, но не го завършва.
Анджела Картър умира от рак на белите дробове на 16 февруари 1992 г. в Лондон.
Писателката получава приживе разнопосочни критически оценки за произведенията си и включените в тях готически концепции. След смъртта ѝ получава високи оценки, а произведенията ѝ са антологизирани и изучавани в училищата и университетите. Те са забележителни със своя хумор, остроумие и патос, независимо от ужасните ситуации и смущаващи герои. Използваното от нея представяне на хорър, насилие, порнография, сюрреализъм и тъмен хумор, е с цел да критикува и разруши патриархалните културни конвенции, да преобърне погрешните патриархални виждания за жените и сексуалността.
През 2008 г. списание „Таймс“ класира писателката на десето място в списъка си „50-те най-велики британски писатели след 1945 г.“.

## Произведения

### Самостоятелни романи
- The Magic Toyshop (1967)
- Heroes and Villains (1969)
- The Donkey Prince (1970)
- Miss Z, the Dark Young Lady (1970)
- The Infernal Desire Machines of Doctor Hoffman (1972) – издаден и като „The War of Dreams“
Адските машини за желания на доктор Хофман, изд.: „Алтера“, София (2010), прев. Ангел Игов
- The Passion of New Eve (1977)
- The Music People (1980) – с Лесли Картър
- Moonshadow (1982) – с Джъстин Тод
- Nights at the Circus (1984) – награда „Джеймс Тейт Блак“
- Wise Children (1991)
Умни деца, изд.: „Алтера“, София (2013), прев. Ангел Игов
- Sea-Cat and Dragon King (2000)

### Серия „Бристол“ (Bristol)
1. Shadow Dance (1966) – издаден и като „Honeybuzzard“
2. Several Perceptions (1968)
3. Love (1971)

### Сборници
- Fireworks (1970)
- Expletives Deleted (1974)
- Comic and Curious Cats (1979)
- The Bloody Chamber (1979)
Кървавата шапчица, изд.: „Сиела“, София (2014), прев. Ирина Цанова
- Black Venus's Tale (1981)
- Come Unto These Yellow Sands (1985)
- Black Venus (1985) – издаден и като „Saints and Strangers“
- Artificial Fire (1988)
- Shaking a Leg (1990)
- American Ghosts and Old World Wonders (1993)
- Burning Your Boats (1995)
- The Curious Room (1996)
- Little Red Riding Hood, Cinderella, and Other Classic Fairy Tales of Charles Perrault (2008) – с Чарлз Перо
- Bluebeard (2011)

### Новели
- The Lady of the House of Love (1975)

### Разкази
- The Man Who Loved a Double Bass (1962)
- A Very, Very Great Lady and Her Son at Home (1965)
- A Victorian Fable (with Glossary) (1966)
- Elegy for a Free-Lance (1974)
- The Executioner's Beautiful Daughter (1974)
- Flesh and the Mirror (1974)
- The Loves of Lady Purple (1974)
- Master (1974)
- Penetrating to the Heart of the Forest (1974)
- Reflections (1974)
- The Smile of Winter (1974)
- A Souvenir of Japan (1974)
- The Scarlet House (1976)
- The Company of Wolves (1977)
- The Erl-King (1977)
- The Kiss (1977)
- The Werewolf (1977)
- Wolf-Alice (1978)
- The Bloody Chamber (1979)
- The Courtship of Mr Lyon (1979)
- The Kitchen Child (1979)
- Our Lady of the Massacre (1979)
Светата Дева на клането, изд.: алманах „Панорама“, София (2006), прев. Ангел Игов
- Puss-in-Boots (1979)
- The Snow Child (1979)
- The Tiger's Bride (1979)
- Black Venus (1980)
Черната Венера, изд.: сп. „Съвременик“, София (2008), прев. Иглика Василева
- The Fall River Axe Murders (1981)
- The Quilt Maker (1981)
- The Cabinet of Edgar Allan Poe (1982) 
В кабинета на Едгар Алан По, изд.: сп. „Съвременик“, София (2008), прев. Иглика Василева
- Overture and Incidental Music for „A Midsummer Night's Dream“ (1982)
- Peter and the Wolf (1982)
Питър и вълчицата, изд.: алманах „Панорама“, София (1997), прев. Гергана Попова
- Ashputtle: or, The Mother's Ghost (1987)
- John Ford's 'Tis Pity She's a Whore (1988)
- The Merchant of Shadows (1989)
- Alice in Prague, or The Curious Room (1990)
- In Pantoland (1991)
- Lizzie's Tiger (1991)
- Impressions: The Wrightsman Magdalene (1992)
- The Ghost Ships (1993)
- Gun for the Devil (1993)
- The Snow Pavilion (1995)

### Документалистика
- The Sadeian Woman and the Ideology of Pornography (1978)
- Nothing Sacred (1982) – мемоари
- Images of Frida Kahlo (1989) – с Фрида Кало

### Екранизации
- 1983 The Bloody Chamber – късометражен, по романа
- 1984 Вълча дружина, The Company of Wolves – сценарий, по разказа
- 1987 The Magic Toyshop – сценарий, по романа

### Книги за писателката
- Flesh and The Mirror (1964) – от Лорна Сейдж
- Angela Carter's Monstrous Women (1991) – от Дж. Сиърс
- Angela Carter (1997) – от Линдън Пийч
- Angela Carter (2000) – от Алисън Ийстън
- The Fiction of Angela Carter (2002) – от Сара Гембъл
- The Invention of Angela Carter. A Biography (2016) - от Едмънд Гордън
- Жени и чудовища. Новата женска готика - Анджела Картър и Карсън Маккълърс (2019) - Ралица Жекова Люцканова-Костова